# Лапаури, Фёдор Леванович
Фёдор Леванович Лапаури (1912 год, село Цинандали, Телавский уезд, Тифлисская губерния, Российская империя — неизвестно, село Цинандали, Телавский район, Грузинская ССР) — звеньевой виноградарского совхоза «Цинандали» Министерства сельского хозяйства СССР, Телавский район, Грузинская ССР. Герой Социалистического Труда (1950).

## Биография
Родился в 1912 году в крестьянской семье в селе Цинандали Телавского уезда. После окончания местной сельской школы трудился в местном колхозе «Цинандали», директором которого был Иона Ермолаевич Чарквиани. В послевоенное время возглавлял виноградарское звено.
В 1949 году звено под его руководством собрало в среднем с каждого гектара по 105,2 центнера винограда с площади 5 гектаров. Указом Президиума Верховного Совета СССР от 4 сентября 1950 года удостоен звания Героя Социалистического Труда за «получение высоких урожаев винограда в 1949 году» с вручением ордена Ленина и золотой медали «Серп и Молот» (№ 5542).
Этим же указом званием Героя Социалистического Труда были награждены труженики совхоза «Цинандали» бригадир Ясон Алексеевич Гагнидзе, звеньевые Василий Ильич Георгелашвили, Михаил Александрович Хуцаидзе, Владимир Иорданович Уталишвили и Иосиф Захарьевич Цуцунашвили.
После выхода на пенсию проживал в родном селе Цинандали Телавского района. Дата смерти не установлена.